# Hellyethira litua
Hellyethira litua är en nattsländeart som beskrevs av Wells 1979. Hellyethira litua ingår i släktet Hellyethira och familjen smånattsländor. Inga underarter finns listade i Catalogue of Life.